# 大银镇
大银镇，是中华人民共和国贵州省毕节市七星关区下辖的一个乡镇级行政单位。

## 行政区划
大银镇下辖以下地区：
羊桥村、尖山村、保旺村、高峰村、木瓦村、新丰村、黄塘村、石营村和半林村。